# Liste von Persönlichkeiten der Stadt Trier
Die Liste von Persönlichkeiten der Stadt Trier enthält die in Trier geborenen Persönlichkeiten sowie solche, die in Trier ihren Wirkungskreis hatten, ohne dort geboren zu sein. Beide Abschnitte sind jeweils chronologisch nach dem Geburtsjahr sortiert. Die Liste erhebt keinen Anspruch auf Vollständigkeit.

## In Trier geborene Persönlichkeiten

### Bis 1800
- Flavia Iulia Constantia († ≈330), Halbschwester Konstantins des Großen, Frau des römischen Kaisers Licinius
- Marcellina von Mailand (≈ 327–398), Heilige, Schwester des Ambrosius von Mailand und Satyrus von Mailand
- Satyrus von Mailand (≈331–378), Heiliger, römischer Präfekt und Bruder des Ambrosius von Mailand und der Marcellina
- Ambrosius von Mailand (339–397), Heiliger, römischer Politiker, Bischof von Mailand, Kirchenvater, Kirchenlehrer, Bruder des Satyrus von Mailand und der Marcellina
- Valentinian II. (371–392), römischer Kaiser
- Germanus von Granfelden (≈612–675), Heiliger, erster Abt des Klosters Moutier-Grandval
- Rotrude von Trier († 725), erste Frau von Karl Martell
- Gregor von Utrecht (≈707/08–775/76), Heiliger, Missionar und Abt
- Karl von Trier (≈1265–1324), 16. Hochmeister des Deutschen Ordens von 1311 bis 1324
- Johannes Rode (um 1385 – 1439), Abt von St. Matthias, Klosterreformer
- Michel Fröschl (v. 1500 – n. 1528), deutsch-österreichischer Architekt, Steinmetz, Dombaumeister des Wiener Stephansdoms
- Remigius Albulan (≈1500/10–1547), Schulmeister in Kassel und evangelisch-lutherischer Pfarrer in Herford und Bacharach
- Dietrich Flade (1534–1589), Jurist, kurfürstlicher Rat, Richter und Stadtschultheiß
- Caspar Olevian (1536–1587), calvinistischer Theologe
- Bartholomäus Sarburgh (1590 – n. 1637), Maler
- Laurenz Peltzer, auch Laurenz Pellio (1602–1662), römisch-katholischer Priester, Generalvikar im Erzbistum Köln
- Peter Concorz (1605–1658), Kammerbildhauer, Hofsteinmetzmeister, Hofbaumeister und Hofbauschreiber in Wien
- Damian Hartard von der Leyen (1624–1678), Erzbischof und Kurfürst von Mainz
- Johann Christoph Sebastiani (1640–1704), Architekt und Hofbaumeister
- Lothar Friedrich Mohr von Wald (1659–1713), Domherr in Speyer und Kanoniker am Ritterstift Bruchsal; Epitaph im Speyerer Dom erhalten
- Lothar Zumbach von Koesfeld (1661–1727), Mathematiker, Astronom und Musiker
- Johann Nikolaus von Hontheim (1701–1790), katholischer Weihbischof
- Johann Michael Josef von Pidoll (1734–1819), 1794 bis 1802 Weihbischof in Trier, 1802 bis 1819 Bischof von Le Mans
- Heinrich Palmaz von Leveling (1742–1798), Mediziner
- Anton Joseph Recking (1743–1817), Oberbürgermeister von Trier
- David Sinzheim (1745–1812), Rabbiner
- Friedrich Lintz (1749–1829), Jurist, Hochschullehrer, Bürgermeister Triers, Verwaltungs-Präsident des Saardepartements
- Franz von Kesselstatt (1753–1841), Domkapitular und Maler
- Sanderad Müller (1748–1819), deutscher Naturforscher, Bibliothekar und Benediktiner
- Franz Donat Werner (1761–1836), Domdekan und Generalvikar im Bistum Speyer
- Michael Franz Josef Müller (1762–1848), Historiker und Richter
- Jakob Staadt (1764–1818), Jurist, Landrat des Kreises Saarburg
- Hugo Zandt von Merl (1764–1845), kaiserlicher Kammerherr
- Edmund von Kesselstatt (1765–1840), römisch-katholischer Geistlicher
- Heinrich Maria von Leveling (1766–1828), Mediziner
- Peter Theodor von Leveling (1767–1822), Mediziner
- Johann Christoph Gottbill (1768–1828), Hüttenbesitzer, Bürgermeister und stellvertretendes Mitglied des Rheinischen Provinziallandtages
- Peter Schmid (1769–1853), Maler, Zeichenpädagoge und -methodiker
- Bruno Görgen (1777–1842), Arzt und Psychiater in Wien
- Christoph Hawich (1782–1848), Maler, Porzellanmaler und Lithograf
- Matthias Rosbach (1784–1859), preußischer Verwaltungsbeamter und kommissarischer Landrat der Landkreise Prüm und Vulkaneifel
- Johann Georg Wolff (1789–1861), Architekt und Stadtbaumeister in Trier
- Peter Ludwig Mohr (1790–1872), Geschäftsmann und Politiker
- Johann Anton Ramboux (1790–1866), Maler und Lithograph
- Johann Baptist Grach (1793–1851), Weingroßhändler, Gutsherr und Abgeordneter in der Preußischen Nationalversammlung
- Carl Kalt (1793–1869), nassauischer Beamter und Abgeordneter der 2. Kammer der Landstände des Herzogtums Nassau
- Thomas Simon (1794–1869), Gymnasiallehrer und Sozialpolitiker
- Peter Wilhelm Stein (1795–1831), Mathematiker und Lehrer
- Johann Matthias Deutsch (1797–1858), Pfarrer und landwirtschaftlicher Reformer
- Johann Peter Sprenger (1798–1875), preußischer Landrat des Landkreises Bitburg

### 19. Jahrhundert

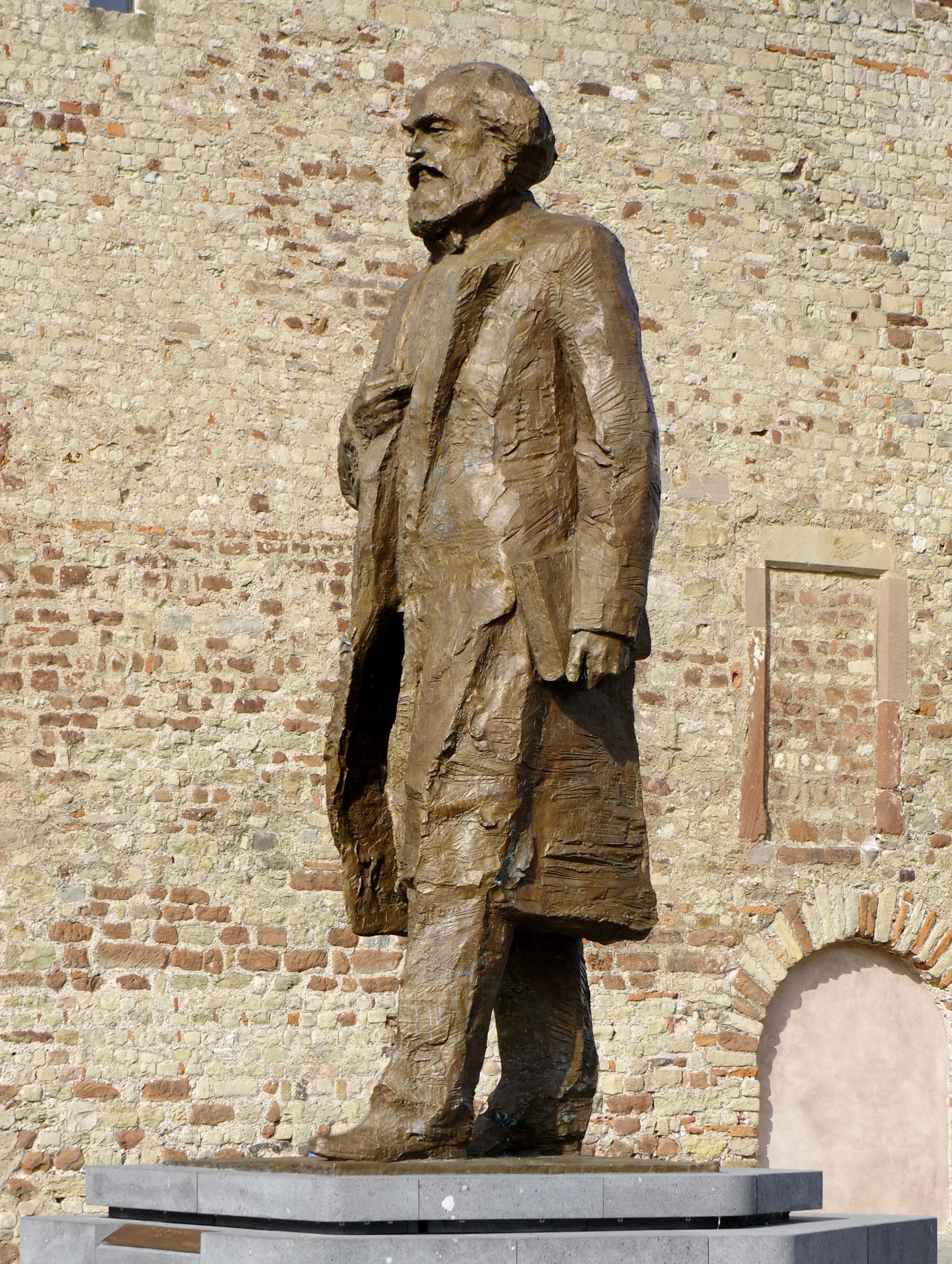
Karl-Marx-Statue auf dem Simeonstiftplatz

#### 1801 bis 1850
- Ferdinand Pelzer (1801–1861), Gitarrist und Musikpädagoge
- August Migette (1802–1884), deutsch-französischer Kunstmaler, Bühnenbildner und Kunstlehrer
- Johann Baptist Birck (1804–1869), preußischer Verwaltungsbeamter, 1848/49 Regierungspräsident in Trier
- Christian Ruben (1805–1875), Maler und Glasmaler
- Philipp Schmitt (1805–1856), römisch-katholischer Pfarrer und Altertumsforscher
- Nikolaus Druckenmüller (1806–1883), Mathematiklehrer und Großindustrieller
- Joseph Kahn (1809–1875), Oberrabbiner von Trier von 1841 bis 1875
- Friedrich Runten (1809–1861), Regierungssekretär und Landrat
- Wilhelm Christoph Bochkoltz (1810–1877), Chemie-Ingenieur, Hüttendirektor und Freizeit-Botaniker
- Karl Alexander Schmidt (1811–1865), katholischer Geistlicher und Abgeordneter im Preußischen Abgeordnetenhaus
- Anna Weißebach (1811–1841), Gründerin der Elisabeth-Vereine
- Friedrich Grach (1812–1854), war als Deutscher in der türkischen Armee
- Friedrich Anton Wyttenbach (1812–1845), Genre- und Tiermaler
- Louis Adrien Huart (1813–1865), französischer Publizist, Schriftsteller und Theaterdirektor
- Karl Coupette (1814–1885), preußischer Verwaltungsbeamter, Bürgermeister und Landrat des Landkreises Merzig
- Johann Jakob Kieffer (1814–1891), Historien- und Porträtmaler der Düsseldorfer Schule und Keramiker der Firma Villeroy & Boch
- Heinrich Rosbach (1814–1879), Arzt, Biologe und Zeichner
- Friedrich Joseph Zell (1814–1881), Politiker
- Anna Bochkoltz (auch Bochkoltz-Falconi; 1815–1879), deutsche Sopranistin und Komponistin
- Matthias Eberhard (1815–1876), Bischof von Trier 1867 bis 1876
- Nikolaus Baur (1816–1879), Historienmaler
- Carl Kuntze (1817–1883), Komponist und Musiker
- Eduard Lintz (1818–1878), Arzt, Journalist, Unternehmer und Politiker
- Karl Marx (1818–1883), Philosoph, Journalist und Politiker
- Jacob Schneider (1818–1898), Oberlehrer der Physik und der Mathematik
- Edgar von Westphalen (1819–1890), Bruder von Jenny Marx
- Wilhelm von Woyna (1819–1896), General
- Georg Schmitt (1821–1900), Komponist, Domorganist in Trier, Organist in St. Sulpice und Saint-Germain-des-Prés in Paris
- Emilie Conradi (1822–1888), Schwester von Karl Marx
- Mathias Joseph Fischer (genannt Fischers Maathes; 1822–1879), Trierer Original
- Peter Christoph Sternberg (1823–1864), Journalist und Privatgelehrter
- Hans Wachenhusen (1823–1898), Schriftsteller
- August Brunsig von Brun (1824–1905), Generalmajor
- Karl von Hülsen (1824–1888), Verwaltungsbeamter
- Carl Schlickeysen (1824–1909), Erfinder und Geschäftsmann
- August Beer (1825–1863), Mathematiker, Chemiker und Physiker
- Barthold von Ditfurth (1826–1902), preußischer General
- Eduard Laeis (1826–1908), Maschinenfabrikant und Politiker
- Johann Matthias Watterich (1826–1904), Theologe und Historiker
- Gustav Theodor Friedrich Derscheid (1827–1890), Reichsgerichtsrat
- Carl Marx (1829–1912), Architekt, Stadtbaurat in Dortmund
- Heinrich Milz (1830–1909), Gymnasialprofessor, Philologe und Rektor
- Julius Bellinger (1831–?), Politiker
- Philipp Schmitt (1833–1848), Pfarrer und Altertumsforscher
- Friedrich Anton Schröder (1833–1899), deutsch-amerikanischer Industrieller und Politiker
- Karl Zoernsch (1833–1896), Bürgermeister und Landrat
- Julius Emmerich (1834–1917), Architekt
- Michael Hermesdorff (1833–1885), katholischer Priester, Domorganist und Komponist
- Franz Perrot (1835–1891), Redakteur und Mitglied des Deutschen Reichstags
- Friedrich Adolf Christian Koch (1835–1910), deutscher Apotheker und Politiker
- Leo Gräff (1836–1889), Ingenieur und Unternehmer
- Viktor von Weltzien (1836–1927), Architekt
- Eduard Jost (1837–1902), Autor
- Jakob Thanisch (1837–1894), Geistlicher, Rektor und Mitglied des Reichstages
- Leopold Tobias (1837–1894), Beamter und Politiker
- Wilhelm Rautenstrauch (1838–1896), Kaufmann und Politiker
- Heinrich von Igel (1839–1918), preußischer General der Infanterie
- Gustav Mohr (1839–1909), Chemiker, Gasanstalt-Direktor
- Franz Xaver Kraus (1840–1901), Kirchenhistoriker
- Hieronymus Jaegen (1841–1919), Bankier, Parlamentarier und Mystiker
- Max von Bock und Polach (1842–1915), Generalfeldmarschall
- Friedrich Aldenkortt (1845–1918), Generalmajor
- Nikolaus Koch (1847–1918), Verleger
- Karl Mohr (1849–1931), preußischer Land- und Regierungsrat
- Josefine Schalk (1850–1919), Malerin

#### 1851 bis 1900
- Emilie Mosse (1851–1924), Mäzenin, Verlegerin, Salonniere und Kunstförderin
- Ernst Max Eduard Laeis (1852–1916), Unternehmer (Eisengießerei und Maschinenfabrik)
- Hubert Ludwig (1852–1913), Zoologe
- Viktorine Endler (1853–1932), Schriftstellerin
- Peter Molz (1853–1933), Gewerkschaftsfunktionär
- Nicolas Engel (1854–nach 1918), Grubendirektor und Landtagsabgeordneter
- Frans Hermesdorf (1854–1904), niederländischer Maler und Radierer
- Carl Rüdell (1855–1939), Architekt und Aquarellmaler
- Maria Krug (1855–1929), Schriftstellerin
- Bertha von Hillern (1857–1939), deutschamerikanische Leichtathletin und Landschaftsmalerin
- Johann Baptist Keune (1858–1937), Lehrer, Museumsdirektor, Bibliothekar und Altertumsforscher
- Peter Lambert (1859–1939), Rosenzüchter
- Clara Viebig (1860–1952), Schriftstellerin
- Franz Weißebach (1860–1925), Trierer Schalk und Stifter des Palastgartens
- Oskar von Nell (1861–1923), preußischer Verwaltungsbeamter und Landrat
- Wilhelm Rautenstrauch (1862–1947), Politiker
- Hans am Ende (1864–1918), Maler, Graphiker, Bildhauer
- Peter Philippi (1866–1945), Maler
- Theodor von Hassel (1868–1935), Offizier und Landwirt
- Karl Schoenfeld (1868–1951), Beamter und Abgeordneter
- Peter Heinrich Schmidt (1870–1954), Wirtschaftswissenschaftler und -geograph, Hochschullehrer
- Peter Marx (1871–1958), Architekt
- Matthias Eberhard (1871–1944), Landrat
- Gerhard Neuerburg (1872–1946), Maler
- Josef Seiler, Jupp Seiler (1872–1941), Fährmann und Fischer, 49-facher Lebensretter[1][2][3][4]
- Nikolaus Irsch (1872–1956), katholischer Geistlicher und Kunsthistoriker
- Friedrich Kutzbach (1873–1942), Stadtkonservator
- Hermann Isay (1873–1938), Jurist
- Karl Kutzbach (1875–1942), Maschinenbauingenieur, Professor
- Ferdinand Sommer (1875–1962), Indogermanist, Klassischer Philologe und Hochschullehrer
- August Biebricher (1878–1932), Architekt
- August Korreng (1878–1945), Polizeibeamter, SS-Brigadeführer und Nationalsozialist
- Roland Brauweiler (1879–1935), Jurist
- Ernst Isay (1880–1943), Jurist
- Ludwig Kaas (1881–1952), Politiker der Zentrumspartei
- Bernhard Gauer (1882–1955), Maler und Mosaikkünstler
- Theodor Groppe (1882–1973), Offizier im Zweiten Weltkrieg, genannt „Der schwarze General“
- Matthias Laros (1882–1965), katholischer Theologe und Publizist
- Rudolf Mainzer (1882–1977), Politiker
- Adolf Matthias (1882–1961), Professor der Elektrotechnik
- Heinrich Neuerburg (1883–1956), Unternehmer
- Franz Gall (1884–1944), Offizier, Generalleutnant
- Hans Müller (1884–1961), Jurist, Verwaltungsbeamter und Politiker
- Werner Pünder (1885–1973), Jurist
- Rudolf Isay (1886–1956), Jurist
- Franz Faßbinder (1886–1960), Literaturwissenschaftler, Pädagoge und Schriftsteller
- Eugen Mondt (1888–nach 1981), Dichter und Zeitzeuge der Dachauer Bohème
- Hermann Pünder (1888–1976), Politiker
- Fritz Quant (1888–1933), Maler und Grafiker
- Peter Maria Roßmann (1888–1957), Ortsbürgermeister und Landrat
- Wilhelm Buddenberg (1890–1967), Maler
- Klara Marie Faßbinder (1890–1974), Aktivistin der deutschen Frauen- und Friedensbewegung
- Oswald von Nell-Breuning (1890–1991), Nestor der katholischen Soziallehre
- Erich Boltze (1891–1981), Diplomat, Gesandter der BRD in Neuseeland 1953–1957
- Theodor Sternberg (1891–1963), Maler und Grafiker
- Mathias Thesen (1891–1944), Gewerkschafter, Politiker (KPD) und Widerstandskämpfer
- Karl Hansen (1893–1962), Internist, Allergologe und Neurologe
- Carl Stueber (1893–1984), Komponist, Musikwissenschaftler und Rundfunkintendant
- Edgar Ehses (1894–1964), Maler
- Josef Berthold (1895–1986), Politiker (SPD)
- Eugen König (1896–1985), Offizier, zuletzt Generalleutnant im Zweiten Weltkrieg
- Hermann Loeb (1897–1963), deutsch-schweizerischer Kunsthistoriker und Verleger
- Gerty Spies (1897–1997), Schriftstellerin
- Friedrich Otto Boltze (1898–1983), Jurist, Offizier und Hauptgeschäftsführer
- Otto Loeb (1898–1974), Kaufmann, Träger des Ehrensiegels der Stadt Trier
- Martha Brach (1899–1990), Politikerin
- Karl Busch (1899–1942), Journalist und Schriftsteller
- Walter Fritsch (1899–1987), Dozent
- Harald Momm (1899–1979), Springreiter
- Andreas Hoevel (1900–1942), Widerstandskämpfer
- Hanns Maria Lux (1900–1967), Schriftsteller und Pädagoge, Verfasser des Saarliedes

### 20. Jahrhundert

#### 1901 bis 1925
- Hans Eiden (1901–1950), Politiker und Widerstandskämpfer
- Mila Hoffmann-Lederer (1902–1993), Gestalterin, Schriftstellerin und Dozentin
- Friedrich von Lorentz (1902–1968), Klassischer Archäologe und Kunsthistoriker
- August Wacker (1902–1963), Politiker
- Berengar Elsner von Gronow (1903–1981), Politiker (NSDAP) und Genealoge
- René Bayer (1904–nach 1982), Journalist
- Reinhard Heß (1904–1998), Maler und Glasmaler
- Hans Juda (1904–1975), deutsch-britischer Wirtschaftsjournalist
- Gabriele Strecker (1904–1983), Ärztin, Journalistin und Frauenpolitikerin
- Peter Jacobs (1906–1967), Journalist und Politiker
- Gerhard Troost (1906–1999), Wissenschaftler
- Gustav Wellenstein (1906–1997), Forstwissenschaftler
- Wolf Graf Baudissin (1907–1993), General
- Peter Thullen (1907–1996), deutsch-ecuadorianischer Mathematiker
- Fritz Hoffmann (1908–2000), Politiker, Mitglied des Landtages des Saarlandes
- Nikolaus Koch Jr. (1908–1982), Verleger
- Carl Stein (1908–2003), Diplomat, 1958–1961 Botschafter in Ghana
- Werner Mühlenbrock (1908–1998), Domkapitular, Caritasdirektor und Präsident der Deutschen Krankenhausgesellschaft
- Helmut Opschruf (1909–1992), Gewichtheber, Weltrekordler und Olympiateilnehmer
- Johannes Schornstein (1909–1976), Verwaltungsbeamter
- Paul Schuh (1910–1969), Kirchenmusiker
- Friedrich Troost (1910–1986), Domorganist und Hochschullehrer
- Albert Urmes (1910–1985), Politiker (NSDAP) und Journalist
- Franzleo Andries (1912–1979), Pseudonyme: Michael Harden u. a., Komponist, Musikproduzent und Schlagertexter
- Norbert Brinkmann (1912–1997), Politiker
- Werner Hahn (1912–2011), Kieferchirurg, Hochschullehrer
- Günther Smend (1912–1944), Offizier und Widerstandskämpfer
- Emil Zenz (1912–1994), Historiker und Politiker
- Hans Robert Roemer (1915–1997), Orientalist, Islamwissenschaftler und Hochschullehrer
- Bruno Weber (1915–1956), Mediziner und Bakteriologe sowie SS-Hauptsturmführer
- Ze’ev Steinberg (1918–2011), Violinist, Komponist und Hochschullehrer, ehemaliges Mitglied des Israelischen Philharmonie-Orchesters
- Karl Hans Albrecht (1919–1965), Politiker (SPD)
- Arthur Binder (1919–1976), Schauspieler und Hörspielsprecher
- Willi Laschet (1920–2010), Maler, Graphiker und bildender Künstler
- Ewald Burger (1921–1981), Mathematiker
- Oswald Junkes (1921–1993), Gewichtheber
- Kurt Matthias Linicus (1921–2018), Kommunalpolitiker
- Werner Sauerwein (1921–2014), erster in Deutschland zugelassener Anästhesist
- Manfred Baden (1922–2021), Staatssekretär im Bundesministerium für Arbeit und Sozialordnung
- Anita Büttner (1924–2008), Klassische Archäologin
- Heinz Penin (1924–2020), Hochschullehrer und Professor für Neurologie und Psychiatrie und Epileptologie
- Werner Persy (1924–2017), Maler und Grafiker
- Karl Josef Denzer (1925–2011), ehemaliger Präsident des Landtages von Nordrhein-Westfalen
- Friedrich Eiden (1925–2017), Chemiker und Professor für Pharmazie und Lebensmittelchemie
- Hans Günter König (1925–2007), Kunstdidaktiker und Maler
- Gitta Lind (1925–1974), Sängerin (z. B. Weißer Holunder)
- Peter Roth-Ehrang (1925–1966), Opernsänger und Schauspieler
- Elisabeth Schwarz (1925–2011), Fernsehredakteurin
- Josef Sudbrack (1925–2010), Theologe, Mitglied des Jesuitenordens und Mystikforscher

#### 1926 bis 1950
- Reinhold Bartel (1926–1996), Tenor, Vater von Elmar Bartel
- Rudolf M. Kloos (1926–1982), Historiker und Archivar
- Gerhard Schneider (1926–2004), römisch-katholischer Priester, Theologe und Hochschullehrer
- Ferdinand Stark (1926–2001), Jurist und Politiker
- Günther Wollscheid (1926–2006), Politiker (CDU)
- Ernst Huberty (1927–2023), Sportreporter („Mister Sportschau“)
- Reimar Johannes Baur (1928–2023), Schauspieler
- Günther Steines (1928–1982), Leichtathlet
- Heinz Cüppers (1929–2005), Archäologe und Direktor des Rheinischen Landesmuseums Trier
- Bert Steines (1929–1998), Leichtathlet
- Helmut Fox (1930–1998), römisch-katholischer Theologe
- Erich Kraemer (1930–1994), Künstler, Hochschullehrer und Gründer der Europäischen Kunstakademie Trier
- Joachim Krause-Wichmann (1930–2000), Ruderer
- Jost Prüm (1930–2017), Jurist, Bankvorstand und Verbandsfunktionär
- Kurt-Josef Veeser (1930–1994), deutscher Brigadegeneral des Heeres der Bundeswehr
- Günter Wasserberg (1930–2021), Diplomat
- Bernhard Casper (1931–2022), Philosoph, Theologe und Hochschullehrer
- Gisela Engelin-Hommes (1931–2017), Bildhauerin
- Helmut Gestrich (1931–2009), Politiker
- Herbert Holzing (1931–2000), Illustrator
- Paul Trappe (1931–2005), Soziologe
- Ernst Haag (1932–2017), Theologe
- Heinz Heckmann (1932–2022), Komponist
- Franz von Mentzingen (1932–2023), Botschafter
- Reinhold Otto (* 1932), Politiker
- Klaus Trouet (1932–2012), Jurist und Schatzmeister
- Hans-Günther Heinz (1933–2024), Unternehmer und Politiker
- Reinhard Helbing (1933–2013), Salesianer Don Boscos
- Josef Tietzen (1933–2019), Fotograf
- Rudolf Weber-Fas (1933–2014), Rechtswissenschaftler, Bundesrichter und Hochschullehrer
- Guinter Kahn (1934–2014), Mediziner
- Hans-Peter Mehling (1934–2019), Boxer
- Ernst Kasper (1935–2008), Architekt und Hochschullehrer
- Alfred Fögen (* 1936), Oberbürgermeister von Ditzingen
- Jürgen Lambert (1936–2024), Oberbürgermeister von Zweibrücken
- Manfred Leve (1936–2012), Rechtsanwalt und Künstlerfotograf
- Wilfried Reinehr (1936–2022), Schriftsteller und Verleger
- Gerhard Schwetje (1936–2020), Politiker (CDU) und römisch-katholischer Priester
- Franz Grundheber (* 1937), Kammersänger der Hamburgischen und der Wiener Staatsoper
- Heinz Martin Lonquich (1937–2014), Komponist, Vater von Alexander Lonquich
- Bernward Löwenberg (* 1937), Jurist und Politiker (CDU), Landrat des Main-Taunus-Kreises
- Fred Fries (* 1938), Schwimmer
- Günter Geiermann (1938–2013), Schauspieler (Herr Kaiser)
- Dagmar von Gersdorff (* 1938), Autorin
- Hartmut Müller (* 1938), Historiker, Archivar, Forscher, Autor und Herausgeber
- Hans Scherer (1938–1998), Journalist und Schriftsteller
- Günter Herrmann (1939–2023), Fußballspieler
- David D. Lauer (1939–2014), Bildhauer
- Roswitha Matwin-Buschmann (* 1939), Übersetzerin
- Hansgeorg Molitor (1939–2023), Historiker
- Bernd Kuhlmann (* 1940), Eisenbahningenieur, Journalist, Fachautor
- Wolfgang Decker (1941–2020), Sporthistoriker und Ägyptologe, Hochschullehrer
- Kuno Füssel (* 1941), Mathematiker, katholischer Theologe, Lehrer und Buchautor
- Ulrich Güntzer (* 1941), Informatiker und Mathematiker
- Albert Müller (1941–2004), Bildhauer
- Manfred Steffny (* 1941), Langstreckenläufer
- Johann Hahlen (* 1942), Verwaltungsjurist
- Peter Krämer (* 1942), Professor für Kirchenrecht an der Theologischen Fakultät Trier und Diözesanrichter im Bistum Trier
- Winfried Göpfert (* 1943), Journalist und Medienwissenschaftler
- Klaus Gotto (1943–2017), Historiker
- Diethelm Klippel (1943–2022), Ordinarius
- Otmar Seul (* 1943), Jurist, Professor
- Edmund Spohr (* 1943), Architekt, Stadtplaner, Denkmalpfleger und Buchautor
- Franz Peter Basten (* 1944), Politiker
- Heinz-Peter Baecker (1945–2015), Fotograf, Kameramann, Journalist, Drehbuchautor, Regisseur und Schriftsteller
- Josef Peter Mertes (* 1946), Politiker, 2000–2011 Präsident der Aufsichts- und Dienstleistungsdirektion in Trier
- Ursula Krechel (* 1947), Schriftstellerin
- Karlheinz Schüffler (* 1947), Mathematiker und Organist
- Helga Zepp-LaRouche (* 1948), Journalistin und Politikerin
- Herbert Jullien (* 1949), Politiker
- Walter Liederschmitt (1949–2013), Autor, Liedermacher, Gymnasiallehrer und Sänger
- Joachim Mertes (1949–2017), Politiker (SPD) und Landtagspräsident Rheinland-Pfalz
- Jo Reichertz (* 1949), Soziologe und Kommunikationswissenschaftler
- Regina Görner (* 1950), Gewerkschafterin und Politikerin
- Manfred Hammes (* 1950), Journalist und Schriftsteller
- Manfred Nink (* 1950), Politiker (SPD), Landtagsabgeordneter von Rheinland-Pfalz und Mitglied des deutschen Bundestages
- Albert Reinig (* 1950), Journalist und Autor

#### 1951 bis 1975
- Gaby Dietzen (* 1951), Journalistin und Fernsehmoderatorin
- Sybille Krämer (* 1951), Professorin für theoretische Philosophie
- Helmut Leiendecker (* 1952), Musiker, Laienschauspieler
- Peter Arnold (* 1952), Hornist
- Wolfgang Esser (* 1952), Basketballtrainer
- Stefan Krätke (* 1952), Professor für Wirtschafts- und Sozialgeographie
- Michael Schulze (* 1952), Bildhauer, Maler, Filmemacher, Musiker und Hochschullehrer
- Roland Schwänzl (1952–2004), Mathematiker
- Maria Unger (* 1952), Bürgermeisterin von Gütersloh
- Klaus-Eckhard Walker (* 1952), von 1991 bis 2007 Oberbürgermeister von Rastatt
- Bertrand Adams (* 1953), Politiker
- Elmar Bartel (* 1953), Nachrichtensprecher, Entertainer, Autor und Hörbuch-Produzent, Sohn von Reinhold Bartel
- Chris Beier (* 1953), Hochschullehrer
- Hanspeter Gondring (* 1953), Wirtschaftswissenschaftler und Hochschullehrer
- Lothar Leiendecker (* 1953), Fußballspieler
- Udo Samel (* 1953), Schauspieler
- Herbert Steffny (* 1953), ehemaliger Langstreckenläufer und Lauftrainer
- Andrea van der Straeten (* 1953), Konzeptkünstlerin
- Robert Zimmer (* 1953), Philosoph, Essayist und Literaturwissenschaftler
- Ernst Ulrich Deuker (* 1954), Musiker
- Frieder Käsmann (* 1954), Dokumentarfilmer, Autor und Regisseur
- Rainer Keller (* 1954), Brigadegeneral der Luftwaffe
- Helga Maria Niessen (* 1954), Bürgermeisterin von Kellinghusen und Autorin
- Arnold Schmitt (1954–2023), Politiker
- Barbara Schneider-Kempf (* 1954), Bibliothekarin
- Peter Suska-Zerbes, geborener Zimmer (* 1954), Schriftsteller und Pädagoge
- Brigitte Bastgen (* 1955), Journalistin und Nachrichtensprecherin
- Michael Billen (1955–2022), Politiker
- Tad DeLorm (* 1955), US-amerikanischer Fußballspieler
- Marie-Theres Deutsch (* 1955), Architektin und Hochschullehrerin
- Harald Klein (* 1955), Diplomat
- Manfred Moßmann (* 1955), Lehrer und Schriftsteller
- Birgit Collin-Langen (* 1956), Politikerin, Mitglied des Europäischen Parlaments
- Michael Embach (* 1956), Bibliothekar und Germanist
- Michael Jacques Lieb (* 1956), Schauspieler, Schauspiellehrer, Märchenerzähler und Klinik-Clown
- Paul Linz (* 1956), Fußballspieler und -trainer
- Dieter Manderscheid (* 1956), Jazz-Bassist
- Mischa Martini (eigentlich Michael Weyand; * 1956), Autor
- Ingeborg Sahler-Fesel (* 1956), Politikerin
- Wolfgang Scherf (* 1956), Volkswirtschaftler
- Stephan Weth (* 1956), Jurist, Hochschullehrer und Verfassungsrichter
- Karl-Heinz Frieden (* 1957), Politiker
- Bernhard Kaster (* 1957), Politiker
- Irene Krämer (* 1957), Apothekerin und Hochschullehrerin
- Sebastian Lentz (* 1957), Geograph
- Nikolaus Roth (1957–2017), Politiker (SPD), 2000–17 Oberbürgermeister von Neuwied
- Georg Schmidt (* 1957), Jurist, Präsident des Verwaltungsgerichts Trier
- Johannes Berg (1958–2001), Jurist und Politiker
- Jürgen Gnauck (* 1958), Rechtsanwalt und Politiker
- Annette Haller (1958–2017), Judaistin
- Bernhard Henter (* 1958), Politiker
- Walter Jakoby (* 1958), Automatisierungstechniker
- Jutta Lambrecht (* 1958), Musikwissenschaftlerin, Bibliothekarin und Archivleiterin
- Rudolf Maus (* 1958), General der Bundeswehr
- Bärbel Barzel (* 1959), Mathematikdidaktin und Professorin
- Reimund Dietzen (* 1959), Radrennfahrer
- Bernd Frick (* 1959), Wirtschaftswissenschaftler und Hochschullehrer
- Elisabeth Hau (* 1959), Sängerin und Schauspielerin
- Herbert Herres (* 1959), Fußballspieler und -trainer
- Michael Meyer (* 1959), Prähistoriker und Hochschullehrer
- Elfriede Sauerwein-Braksiek (* 1959), Straßenbaumanagerin
- Marianne Dörr (* 1960), Bibliothekarin
- Alexander Lonquich (* 1960), Pianist, Sohn von Heinz Martin Lonquich
- Ludwig Ring-Eifel (* 1960), Chefredakteur der Katholischen Nachrichtenagentur
- Rosemarie Schmitt (* 1960), Schriftstellerin
- Gert Zender (* 1960), Verwaltungsjurist
- Fred Konrad (* 1961), Arzt und Politiker
- Reinhold Rapp (* 1961), Autor, Berater und Visiting Professor für Beziehungsmanagement
- Karl-Heinz Steffens (* 1961), Dirigent und Klarinettist
- Patrick Wagner (* 1961), Historiker
- Peter Feil (1962–2018), Jazzmusiker
- Johannes Hoff (* 1962), deutsch-englischer römisch-katholischer Theologe, Philosoph und Hochschullehrer
- Guido Johannes Joerg (* 1962), Musikwissenschaftler
- Thomas Kiessling (* 1962), Sänger
- Harald Kohr (* 1962), Fußballspieler und -trainer
- Guido Gin Koster (* 1962), Schriftsteller
- Uwe Maibaum (* 1962), Kirchenmusiker
- Michael Probst (* 1962), Fußballspieler
- Thomas Schneider (* 1962), Sportmediziner und Hochschullehrer
- Guildo Horn (eigentlich Horst Köhler; * 1963), Schlagersänger
- Christian Jost (* 1963), Komponist und Dirigent
- Jeanette Kohl (* 1963), Kunsthistorikerin und Hochschullehrerin
- Georg Joachim Schmitt (* 1963), Künstler und Autor
- Karsten Thorn (* 1963), Rechtswissenschaftler
- Doris Ahnen (* 1964), Politikerin (SPD)
- Ralf Hand (* 1964), Botaniker
- Ulrike Gote (* 1965), Politikerin (B90/Grüne)
- Eric Jelen (* 1965), Tennisspieler
- Michael Kernbach (* 1965), Musiker, Autor und Komponist
- Cristin König (* 1965), Schauspielerin
- Detlev Mares (* 1965), Historiker
- Hanns-Ferdinand Müller (* 1965), Musiker und Komponist, Manager und Unternehmer
- Michael Begasse (* 1966), Journalist, Moderator und Sprecher
- Martin Cüppers (* 1966), Historiker
- Stephan Peitz (* 1966), Architekt und Meister der Kampfkunst
- Heidi Stengelhofen-Weiß (* 1966), Juristin und Richterin am Bundesverwaltungsgericht
- Lars Michael Stransky (* 1966), Hornist
- Frank Jöricke (* 1967), Autor, Poetry Slamer und Werbetexter
- Johannes Kram (* 1967), Autor, Textdichter und Blogger
- Michael Schmidt-Salomon (* 1967), Philosoph
- Wolfgang Becker (* 1968), Koch
- Christian Bermes (* 1968), Professor für Philosophie
- Heike Roth, verheiratete Peters (* 1968), Basketball-Nationalspielerin
- Guido Steinberg (* 1968), Islamwissenschaftler und Terrorismusexperte
- Rudi Thömmes (* 1968), Fußballspieler
- Louis Klein (* 1969), Ökonom, Sozialwissenschaftler und Systemtheoretiker
- Bettina Scheer (* 1969), Musikpädagogin
- Dany Schwickerath (* 1969), Jazz-Gitarrist
- Markus Antonius Wirtz (* 1969), Psychologe
- James Marsh (* 1970), Basketballspieler
- Alexander May (* 1970), Theaterleiter und Regisseur
- AnniKa von Trier, bürgerlich Annika Krump (* 1970), Performancekünstlerin, Musikerin und Autorin
- Patrick Bebelaar (* 1971), Musiker und Komponist
- Frank Findeiß (* 1971), Lyriker
- Vera Hildenbrandt (* 1971), Literaturwissenschaftlerin
- Thomas Kremer (* 1971), römisch-katholischer Theologe und Hochschullehrer
- Michael Marx (* 1971), Arabist und Koranforscher
- Markus Koster (* 1972), Fußballspieler
- Andreas Steier (* 1972), Diplom-Ingenieur, Politiker, Mitglied des Bundestages
- Andreas Brauer (* 1973), Filmproduzent
- Sandra Ost (* 1973), Autorin
- Nils Schmid (* 1973), Politiker (SPD), Landtagsabgeordneter und Minister in Baden-Württemberg, Mitglied des Bundestags, Staatssekretär im Bundesverteidigungsministerium
- Stephan Weichert (* 1973), Medien- und Kommunikationswissenschaftler
- Jan Benedyczuk (* 1974), politischer Beamter und Politiker (SPD)
- Anja Kaesmacher (* 1974), Sopranistin, Opernsängerin und Gesangspädagogin
- Sascha Becker (* 1975), Fernsehmoderator und -journalist
- Michael Brettner (* 1975), Gitarrist, Sounddesigner, Komponist und Produzent
- Olli Briesch (* 1975), Hörfunk- und Fernsehmoderator

#### 1976 bis 2000
- Stefan Ambrosius (* 1976), Musiker
- Alexander König (* 1976), Maler
- Andreas Krebs (* 1976), altkatholischer Theologe
- Kerstin Schankweiler (* 1976), Kunsthistorikerin
- Marcus Dahm (* 1977), Komponist, Kirchenmusiker & Musikwissenschaftler
- Kristina Magdalena Henn (* 1977), Autorin
- Simone Henn (* 1977), Schauspielerin
- Jan Sievers (* 1977), Singer-Songwriter
- Yonga Sun (* 1977), Schlagzeuger
- Marius R. Busemeyer (* 1978), Politikwissenschaftler
- Frank Christian Marx (* 1978), Schauspieler
- Marco Toppmöller (* 1978), Fußballspieler
- Roland Wolf (* 1978), Schauspieler und Synchronsprecher
- Jacob Tilly (* 1979), Basketballspieler
- Sebastian Pelzer (* 1980), Fußballspieler
- Simon Casel (* 1981), Basketballspieler
- Phat Crispy (* 1981), Musikproduzent
- Michael Fleck (* 1981), Fußballspieler
- Johannes Maria Schmit (* 1981), Theatermacher
- Anna Katharina Herta Hirsch (* 1982), deutsch-luxemburgische Chemikerin und Hochschullehrerin
- Heiko Schumacher (* 1982), Baseballspieler
- Martina Weber (* 1982), Basketballspielerin
- Sebastian Zimmer (* 1982), Fußballspieler
- Christian Dieck (* 1982), Komponist und Lyriker
- Isabell Bachor (* 1983), Fußballspielerin
- Sebastian Junk (* 1983), Judoka-Behindertensportler
- Vincent Lee (* 1983), Songwriter, Musikproduzent und Filmkomponist
- Janosch Littig (* 1983), politischer Beamter (Bündnis 90/Die Grünen)
- Kotti Yun (* 1983), Film-, Theaterschauspielerin und Hörspielsprecherin
- Alexander Adrian (* 1984), Fußballspieler
- Jan Walter (* 1984), Schauspieler
- Sebastian Becker (* 1985), Fußballspieler
- Jordan Carver (* 1986), Fotomodell
- Philipp Thull (* 1987), Theologe und Kanonist
- Jakob Dallevedove (* 1987), Fußballspieler
- Jan Hochscheidt (* 1987), Fußballspieler
- Georg Meier (* 1987), Schachspieler
- Richard Schmidt (* 1987), Riemenruderer
- Niklas Zender (* 1990), Leichtathlet, Sprint- und Mittelstreckenläufer
- Meike Emonts (* 1991), Reality-TV-Teilnehmerin und Moderatorin
- Noureddine Bettahar (* 1994), Eishockeyspieler
- Dominik Kohr (* 1994), Fußballspieler
- Johannes Thiemann (* 1994), Basketballspieler
- Maike Hausberger (* 1995), Behindertensportlerin
- Jason Thayaparan (* 1995), deutsch-sri-lankischer Fußballspieler
- Miguel Heidemann (* 1998), Radrennfahrer
- Lukas Schleimer (* 1999), Fußballspieler

### 21. Jahrhundert
- Tom Hülsmann (* 2004), Fußballtorwart

## Persönlichkeiten, die in Trier gewirkt haben

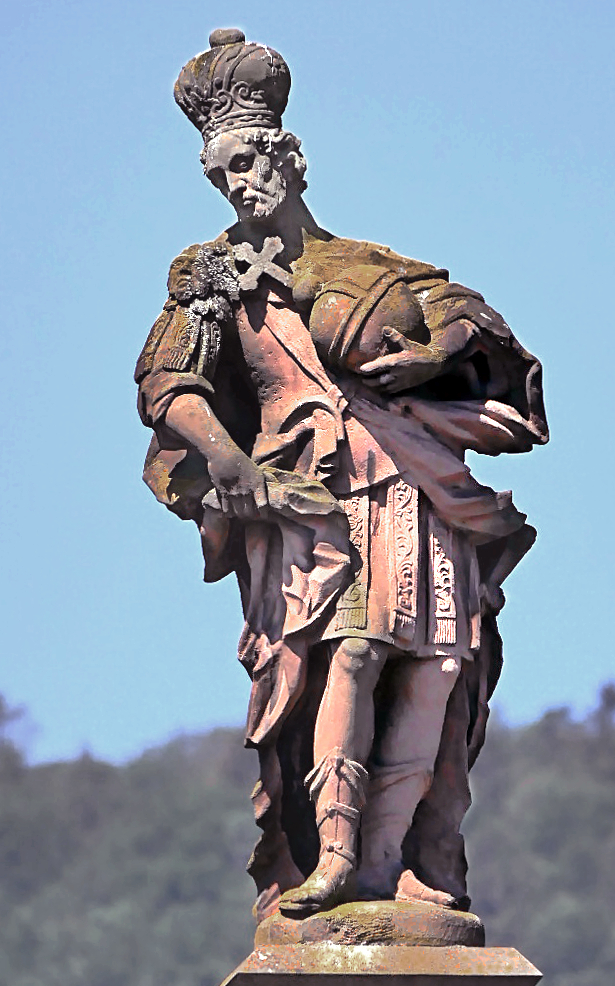
Konstantin der Große, Römischer Kaiser, residierte auch in Trier

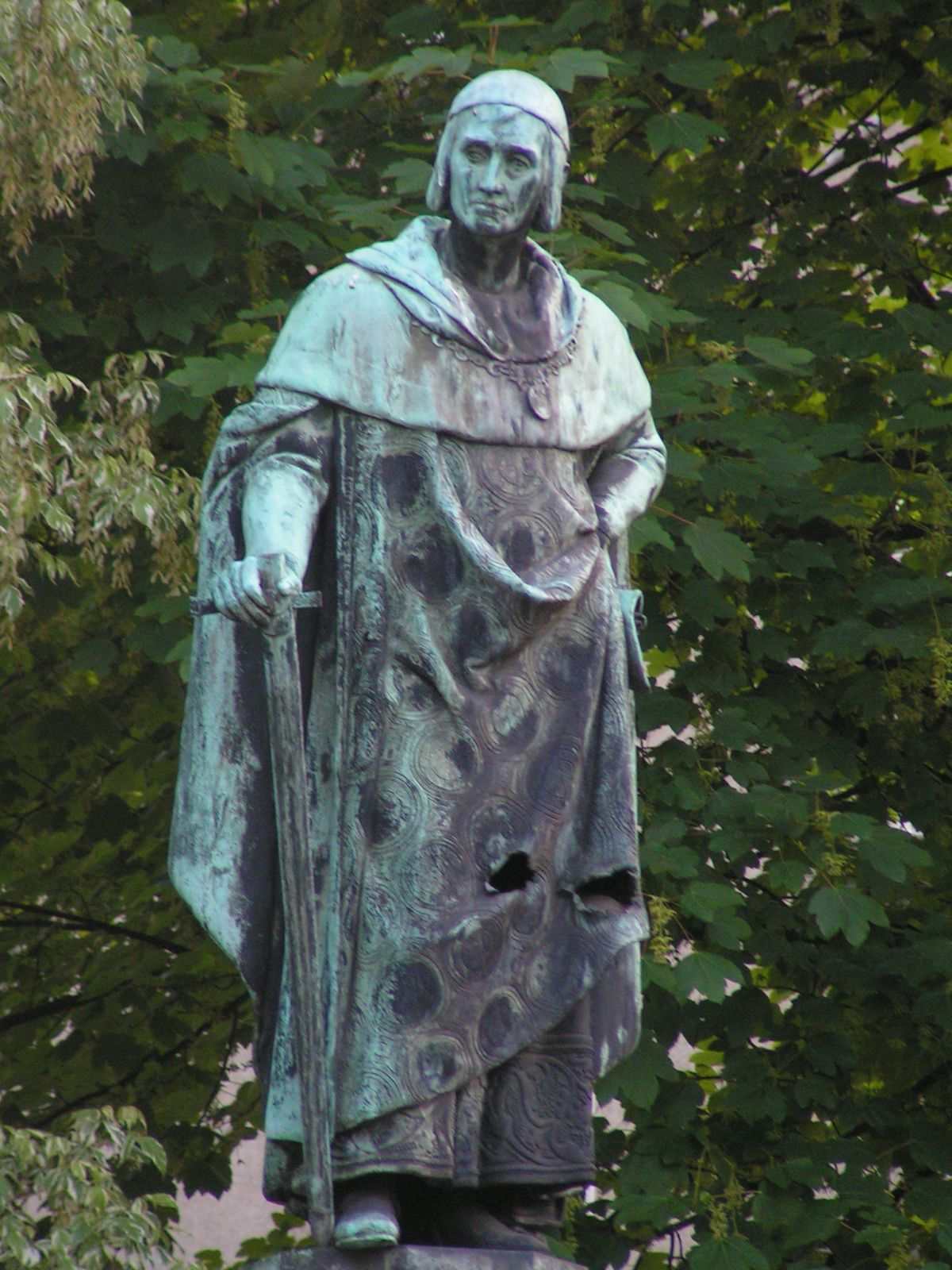
Balduin von Luxemburg, bedeutender Kurfürst Triers; Darstellung auf dem Balduinbrunnen

### Geboren bis 1800
- Marcus Vipsanius Agrippa (Agrippa), (63–12 v. Chr.), römischer Feldherr, Politiker, enger Vertrauter und Schwiegersohn Augustus, Vorfahr der Kaiser Caligula und Nero
- Postumus (Marcus Cassianius Latinius Postumus) (Regierungszeit: 260–269), Kaiser des Imperium Galliarum
- Laelianus ((Gaius?) Ulpius Cornelius Laelianus) (Regierungszeit: 269), Kaiser des Imperium Galliarum, Gegenkaiser in Obergermanien
- Marius (Marcus Aurelius Marius) (Regierungszeit: 269), Kaiser des Imperium Galliarum
- Victorinus (Marcus Piav(v)onius Victorinus) (Regierungszeit: 269–271), Kaiser des Imperium Galliarum
- Domitianus (Regierungszeit: 271?), Kaiser des Imperium Galliarum
- Tetricus I. (Gaius Pius Esuvius Tetricus) (Regierungszeit: 271–274), Kaiser des Imperium Galliarum
- Tetricus II. (Gaius Pius Esuvius Tetricus) (Regierungszeit: 272/73–274), Kaiser des Imperium Galliarum (Unterkaiser seines Vaters Tetricus I.)
- Faustinus (Regierungszeit: 273/74), Kaiser des Imperium Galliarum, Usurpator in Nordgallien
- Eucharius (fl. 3. Jh.), Heiliger, 1. Bischof von Trier
- Valerius von Trier († ≈320), Heiliger, 2. Bischof von Trier
- Maternus († ≈328), Heiliger, 3. Bischof von Trier
- Lactantius (Lucius Caecilius Firmianus) (≈250–320), Heiliger, Kirchenvater
- Agritius (auch: Agricius) (≈ 260–329, nach anderen Quellen um 330 bis 332), Heiliger, 4. Bischof von Trier
- Maximin von Trier, auch: Maximinus von Trier (* 3. Jahrhundert; † 346), Heiliger, 5. Bischof von Trier, Gegner des Arianismus, Freund und Mitstreiter Athanasius’
- Helena (Flavia Iulia Helena) (* 248/50; † vermutlich um 330), Heilige, Mutter von Konstantin dem Großen, Römische Kaiserin, Konkubine Constantius I.
- Constantius I. (Flavius Valerius Constantius) (Constantius Chlorus) (≈250–306), Römischer Kaiser, Vater von Konstantin dem Großen
- Konstantin der Große (270/88–337), Römischer Kaiser, Heiliger der Orthodoxen Kirche
- Fausta (Flavia Maxima Fausta) (289/98–326), Römische Kaiserin, Frau von Konstantin dem Großen
- Athanasius der Große (298–373), Heiliger, Bischof von Alexandria, Kirchenvater, Kirchenlehrer, Gegner des Arianismus
- Paulinus von Trier (≈300–358), Heiliger, 6. Bischof von Trier
- Ausonius (≈310–393/94), römischer Staatsbeamter und Dichter
- Konstantin II. (316–340), Römischer Kaiser
- Martin von Tours (≈316/17–397/420), Heiliger
- Valentinian I. (321–375), Römischer Kaiser
- Magnus Maximus (335–388), Römischer Kaiser
- Priscillian (dt. auch Priszillian) von Ávila (≈340–385), Theologe, erster Häretiker des Christentums, der wegen Ketzerei hingerichtet wurde
- Hieronymus (347–420), Heiliger, Kirchenvater, Kirchenlehrer
- Gratian (359–383), Römischer Kaiser
- Arbogast der Jüngere (* 5. Jahrhundert), römischer Statthalter
- Modesta von Oeren († nach 659), Heilige, erste Äbtissin des Klosters St. Irminen – Oeren
- Irmina von Oeren, auch Irmina von Trier, († 704/10), Heilige, eine der Vorfahren Karls des Großen, Mitbegründerin des Klosters Echternach
- Adela von Pfalzel, auch Adolana oder Adula, (um 660–735), Heilige, Gründerin des Klosters Pfalzel
- Hildegard von Bingen (1098–1179), Heilige, Benediktinerin, erste deutsche Mystikerin des Mittelalters, Gründerin von Kloster Rupertsberg
- Wilhelm von Arras (≈1310 – n. 1353), Domkapitular in Trier
- Winand Bock von Pommern (1329–1415), Kanoniker und Domherr in Trier
- Johann von Clotten (≈1351–1383), Kanoniker und Domherr in Trier
- Johann von Forst (≈1405–1452), Benediktiner und Abt der Abteien St. Matthias und St. Maximin in Trier
- Matthias Coelner de Vanckel (auch Matthias Fanckel), (≈1450–1506), Geistlicher, Dominikaner, Prior und Inquisitor
- Johann Schenen (≈1470–1544), Abt im Kloster St. Marien in Trier
- Johannes III. Schienen von Zell (≈1474–1548), Abt in der Reichsabtei St. Maximin in Trier
- Johann Schenck von Würzburg (auch Johann Schenk), Wundarzt in Trier und Würzburg sowie Kriegchirurg in der Steiermark, Verfasser einer deutschsprachigen „Cyrurgia“ (1482)
- Nicolaus Schienen (≈1490–1556) Generalvikar, Titularbischof von Azot und Weihbischof von Trier
- Lukas Sehl (≈1515–1586), Abt im Kloster St. Marien in Trier
- Helias Heimanns, auch Helias Heimanns von Senheim, (1532–1604), Dekan, Siegler und Universitäts-Rektor in Trier
- Christoph Brouwer (1559–1617), Jesuit und Historiker
- Martin Feiden (≈1600–1675), Abt der Benediktinerabtei St. Matthias in Trier
- Ananias Clotten (≈1630–1699), Kapuziner, Novizenmeister in Trier und Schriftsteller
- Georg Michael Frank von La Roche (1720–1788), Kanzler
- Anton Oehmbs (1735–1809), katholischer Theologe, Hochschullehrer und Domherr in Trier
- Peter Josef Weber (1750–1821), katholischer Geistlicher, Moraltheologe und Domkapitular, Domherr und Hochschullehrer in Trier
- Louis Counet (1652–1721), Barockmaler
- Franz Anton Haubst (1745–1826), Kirchenrechtler, Fiskal des Erzbistums, Professor an der Universität, Mitglied des geistlichen Justizsenats und Generalvikariats in Trier
- Johann Wilhelm Josef Castello (1758–1830), deutscher Priester, Domdechant, Haushofmeister und Professor
- Engelbert Schue (1772–1847), katholischer Geistlicher und Hochschullehrer
- Viktor Joseph Dewora (1774–1837), Domkapitular, Domprediger und Bischöflicher Rat in Trier
- Peter Alois Gratz (1769–1849), Regierungsrat in Trier (1828–1839), katholischer Bibelwissenschaftler
- Ludwig von Westphalen (1770–1842), Regierungsrat in Trier (1816–1842), Vater von Jenny Marx
- Heinrich Marx (1777–1838), Rechtsanwalt, Vater von Karl Marx
- Johann Abraham Küpper (1779–1850), evangelischer Theologe und Pädagoge
- Vitus Loers (1792–1862), Altphilologe und Direktor des Trierer Gymnasiums
- Ludwig Neureuter (1796–1871), Maler, Vergolder und Hersteller von Bilderuhren
- Johann Joseph Rosenbaum (1798–1867), katholischer Theologe und Hochschullehrer am Bischöflichen Priesterseminar Trier

### Geboren von 1801 bis 1900
- Josef Erasmus Graeff (1803–1877), Jurist, Landgerichtsrat und Mitglied der Preußischen Nationalversammlung 1848/49
- Jakob Marx (1803–1876), Kirchenhistoriker, Professor, Domkapitular und Abgeordneter in Trier, Gründer des katholischen Bürgervereins
- Heinrich Mittweg (1804–1871), Rechtsanwalt, Justizrat und Abgeordneter
- Johann August Messerich (1806–1876), Rechtsanwalt, Mitglied der Preußischen Nationalversammlung 1848
- Stephan Lück (1806–1883), Theologe, Professor am Priesterseminar und Dommusikdirektor in Trier, Herausgeber
- Ludwig Josef Bleser (1810–1878), Trierer Arzt und Revolutionär 1848/49
- Johann Martin Hutterus (1810–1865), Schriftsteller
- Johann Theodor Regnier (1810–1859), angesehener Trierer Advokat-Anwalt
- Nikolaus Knopp (1814–1865), Geheimsekretär des Bischofs, Domherr, Offizial des katholischen Gerichts in Trier
- Franziska Riotte (1845–1922), Kunstmalerin und Schriftstellerin, lebte und starb in Trier
- Eberhard Lamberty (um 1850 – wahrscheinlich 1913), Trierer Architekt und Kreisbaumeister
- Karl Skomal (1863–1915), Künstler, Lehrer und Direktor der neu errichteten Handwerker- und Kunstgewerbeschule Trier
- Louis Scheuer (1872–1958), Inhaber einer Privaten Handelsschule, Schriftsteller und Karnevalist
- Gottfried Kentenich (1873–1939), leitete von 1903 bis 1934 die Stadtbibliothek in Trier
- Adolf Altmann (1879–1944), Oberrabbiner von Trier und Opfer des NS-Regimes
- Philipp Loosen (1880–1962), Trier: Direktor des Arbeitsamtes und Bürgermeister
- Richard Wernecke (1881–1934), sozialdemokratischer Partei- und Arbeitersportfunktionär
- Blandine Merten (1883–1918), Ursuline und Lehrerin in Trier, 1987 Seligsprechung durch Papst Johannes Paul II
- Paul Trappen (1887–1957), Gewichtheber (Deutscher Meister 1913)
- Heinrich Kemper (1888–1962), Oberbürgermeister der Stadt Trier 1946–1949
- Heinrich Hamm (1889–1968), Bildhauer
- Robert Scheuer (1893–1984), Schriftsteller
- Walter Dieck (1896–1985), Kunsthistoriker und Museumsdirektor
- Alois Thomas (1896–1993), Priester, Theologe und Bistumskonservator im Bistum Trier
- Friedrich Breitbach (1897–1991), Oberbürgermeister der Stadt Trier 1945–1946
- Heinrich Otto Vogel (1898–1994), Architekt
- Fritz Grieshaber (1899–1968), Verwaltungsfachangestellter und Kommunalpolitiker (KPD)

### Geboren ab 1901
- Heinrich Raskin (1902–1990), Oberbürgermeister der Stadt Trier 1949–1963
- Peter Greif (1902–1933), Politiker und Widerstandskämpfer
- Amely Goebel (1903–1982), Politikerin, Wirtschaftswissenschaftlerin und Sozialarbeiterin
- Adolf Hägin (1904–1974), Trierer Geschäftsmann und Träger des Bundesverdienstkreuzes, Wahlkonsul
- Wilhelm Reusch (1908–1995), Archäologe, stellvertretender Direktor des Rheinischen Landesmuseums Trier
- Hermann Bunjes (1911–1945), Kunsthistoriker zur Zeit des Nationalsozialismus
- Linus Hofmann (1911–1990), Theologe, Generalvikar und Lehrstuhlinhaber an der Theologischen Fakultät Trier
- Klaus Barbie (1913–1991), SS-Hauptsturmführer und verurteilter Kriegsverbrecher
- Josef Harnisch (1914–1982), Oberbürgermeister der Stadt Trier 1964–1976
- Ernst Klement (1914–2002), Hammerwurf-Trainer
- Werner Schuhn (1925–1989), Lehrer und Heimatschriftsteller
- Guido Groß (1925–2010), Lehrer und Heimatforscher
- Karl Berg (1925–2007), Musiker, Musikpädagoge und Namensgeber der Karl-Berg-Musikschule in Trier und der Karl-Berg-Straße in Ehrang
- Josef Endres (1927–1998), Gewerkschafter und Politiker (SPD)
- Wolfgang Binsfeld (1928–2011), Archäologe, Hochschullehrer und stellvertretender Direktor des Rheinischen Landesmuseums Trier
- Horst Langes (* 1928), 1979 bis 1994 Mitglied des Europäischen Parlaments
- Carl Ludwig Wagner (1930–2012), Oberbürgermeister der Stadt Trier 1976–1979 und Ministerpräsident des Landes Rheinland-Pfalz 1988–1991
- Alois Peitz (* 1932), Architekt und Hochschullehrer
- Felix Zimmermann (1933–2014), Oberbürgermeister der Stadt Trier 1980–1989
- Heinz Heinen (1941–2013), Historiker und Hochschullehrer
- Helmut Schröer (* 1942), Oberbürgermeister der Stadt Trier 1989–2007
- Hans-Joachim Kann (1943–2015), Autor und Heimatforscher
- Klaus Jensen (* 1952), Politiker (SPD), Oberbürgermeister der Stadt Trier 2007–2014
- Alfred Müller-Kranich (* 1955), seit 1988 Kantor und Organist der Benediktinerabtei St. Matthias
- Stephan Rommelspacher (* 1959), von 2000 bis 2013 Domkapellmeister am Trierer Dom
- Alfons Jochem (* 1960), Fußballspieler und -trainer
- Lukas Clemens (* 1961), Historiker und Hochschullehrer
- Malu Dreyer (* 1961), Politikerin (SPD), seit 2013 Ministerpräsidentin von Rheinland-Pfalz, zuvor Landtagsabgeordnete für die Stadt Trier im Landtag Rheinland-Pfalz
- Martin Bambauer (* 1970), seit 1999 Kantor und Organist der Konstantinbasilika
- Janice Jakait (* 1977), Schriftstellerin und Extremsportlerin
- Sven Teuber (* 1982), Politiker (SPD), seit 2016 Landtagsabgeordneter für die Stadt Trier im Landtag Rheinland-Pfalz